# Taj Al-Din Ali Shah
 Taj-al-Din Ali Shah était vizir perse de la dynastie mongole de Ilkhanat de Perse. Il servit sous les Ilkhans Oldjaïtou et Abou-Saïd Bahadour. Il était en compétition avec le vizir Rashid al-Din.

## Postérité
La mosquée et forteresse d’ Taj-al-Din Ali Shah à Tabriz a été construit sous son gouvernement.